# Kaitō Sentai Lupinranger VS Keisatsu Sentai Patranger
Kaitō Sentai Lupinranger VS Keisatsu Sentai Patranger (快盗戦隊ルパンレンジャー VS 警察戦隊パトレンジャー Kaitōu Sentai Rupanrenjā VS Keisatsu Sentai Patorenjā?) (traducido como Escuadrón de Ladrones de Guante Blanco Lupinranger VS Escuadrón Policía Patranger) es el título de la 42.ª temporada de la franquicia Super Sentai Series, producida por Toei Company y emitida en TV Asahi desde el 11 de febrero de 2018 al 10 de febrero de 2019, constando de 51 episodios. Destaca por ser la primera temporada que introduce dos equipos protagonistas desde el inicio.

## Argumento
La Lupin Collection (ルパンコレクション Rupan Korekushon?) es una vasta colección de poderosos y misteriosos artilugios que fue reunida por el legendario Arsène Lupin durante toda su vida; dependiendo de como se use, dicha colección tiene el poder de llevar a la humanidad a su apogeo o causar su completa destrucción. Todos y cada uno de estos artefactos fueron robados por los criminales interdimensionales conocidos como los Gangler, quienes desean usar su poder para cumplir sus malévolos propósitos.
En consecuencia, los descendientes de Arsène Lupin reclutan a los Lupinranger, un grupo de tres jóvenes y ambiciosos ladrones que han sido víctimas de la crueldad de los Gangler para robar de nuevo la Lupin Collection bajo la promesa de que si lo logran, no solo limpiarán su reputación, si no que además sus deseos serán cumplidos. Sin embargo, un escuadrón especial de la  Policía Global conocido como los Patranger ha recibido la autoridad de proteger a los ciudadanos de la amenaza de los Gangler y poner en custodia la Lupin Collection para evitar que caiga en las garras del mal. A los ojos de los Patranger las acciones de los Lupinranger no son heroicas sino delictivas, y por lo tanto también deben ser arrestados.

## Personajes

### Lupinranger
Los Lupinranger son un grupo de tres ladrones de guante blanco que han perdido personas queridas a manos de los Gangler, cuando cometen sus delitos suelen aparecer vestidos con sombrero de copa, antifaces y capas al estilo de la Belle Époque, también encubren sus actividades trabajando en el restaurante francés Bistrot Jurer (ビストロ・ジュレ Bisutoro Jure?)
- Kairi Yano (夜野魁利 Yano Kairi?)/Lupin Red (ルパンレッド RupanReddo?): Es un joven impulsivo y temerario que se convirtió en un Lupinranger para recuperar a su hermano mayor. Es un experimentado socialite y tiene una personalidad cautivadora que consigue atrapar a quienes lo rodean. suele mezclar palabras en francés mientras habla[1]
- Tōma Yoimachi (宵町透真 Yoimachi Tōma?)/Lupin Blue (ルパンブルー RupanBurū?): Es un chico calmado y sarcástico que se convirtió en un Lupinranger para recuperar a su novia. Es educado  e intrigante y sabe como comportarse de acuerdo a la situación para conseguir el mejor resultado[2]
- Umika Hayami (早見初美花 Hayami Umika?)/Lupin Yellow (ルパンイエロー RupanIerō?): Es la única chica del grupo. Es una chica elegante y curiosa que se convirtió en Lupinranger para recuperar a su mejor amiga. Es amable y considerada aunque un poco despistada, por lo que suele actuar como el punto de equilibro entre la intrepidez de Kairi y la prudencia de Tōma[3]
- Noel Takao (高尾ノエル Takao Noeru?)/Lupin X (ルパンX Rupan Ekusu?): Es un misterioso joven que afirma ser el creador de los Dial Fighters y los VS Changer que usan los Lupinranger. En realidad es el hijo adoptivo de Arsène Lupin que trabajaba para la GSPO en Francia pero decidió mudarse a Japón para encontrar los componentes de la Lupin Collection ayudando a los Lupinranger bajo sus propias razones. Posee gran agilidad y velocidad y su personalidad juguetona y confiada hace que siempre esté presumiendo de sus habilidades, llegando a afirmar abiertamente su identidad como un ladrón de guante blanco. Cuando se transforma en Lupin X su estilo de lucha es más defensivo, centrándose en bloquear y usar la fuerza del adversario contra él en contraste con el estilo más ofensivo de los Lupinranger. Al igual que Kairi suele mezclar palabras en francés cuando habla[4]

#### Aliados
- Kogure (コグレ?): Es un mayordomo que trabaja para los descendientes de Arsène Lupin y ayuda a los Lupinrangers entregándoles la ubicación de los artículos de la Lupin Collection conforme van apareciendo.

#### Arsenal
- VS Changer (VSチェンジャー Bui Esu Chenjā?): Es una pistola láser que sirve como arma básica de los Lupinranger, cuando se combina con un Dial Fighter también sirve como dispositivo de transformación, se activa con el comando de voz ¡Kaitō Change! (快盗チェンジ Kaitō chenji?)
- Lupin Sword (ルパンソード Rupan Sōdo?): Es el arma principal de los Lupinranger, cuenta con dos modos, el modo espada y el modo gancho
- Lupin Magnum (ルパン・マグナム Rupan Magunamu?): Es el arma personal de Lupin Red, una pistola con un potente disparo que también puede convertirse en un mecha
- X Changer (Xチェンジャー Ekusu Chenjā?): Es el dispositivo de transformación y arma básica de Lupin X. Es la forma combinada de X Train Silver y X Train Gold con la cual puede alternar entre sus dos formas.
- X Rod Sword (Xロッドソード Ekusu Roddo Sōdo?): Es el arma personal de Lupin X. Esta arma tiene dos modos: el modo espada y el modo vara.

#### Mechas
- Lupin Kaiser (ルパンカイザー Rupan Kaizā?): Es la combinación del Good Striker con los tres Dial Fighters (ダイヤルファイター Daiyaru Faitā?) de los Lupinranger.[5]
  - Red Dial Fighter (レッドダイヤルファイター Reddo Daiyaru Faitā?): Es el Dial Fighter personal de Lupin Red, tiene la forma de un jet con un cañón láser incorporado. forma el pecho y la cabeza del Lupin Kaiser[6]
  - Blue Dial Fighter (ブルーダイヤルファイター Burū Daiyaru Faitā?): Es el Dial Fighter personal de Lupin Blue, tiene la forma de una avioneta con un cañón de rotación incorporado. forma el brazo derecho del Lupin Kaiser[7]
  - Yellow Dial Fighter (イエローダイヤルファイター Ierō Daiyaru Faitā?): Es el Dial Fighter personal de Lupin Yellow, tiene la forma de un girocóptero con una sierra circular incorporada. forma el brazo izquierdo del Lupin Kaiser[8]
- X Emperor Slash (エックスエンペラースラッシュ Ekkusu Enperā Surasshu?): Es la combinación de los X Trains de Lupin X, esta formación se especializ en combate cuerpo a cuerpo y posee gran agilidad y velocidad.[9]
  - X Train Silver (エックストレインシルバー Ekusu Torein Shirubā?): Es uno de los X Train de Lupin X con forma de tren bala, puede embestir a los oponentes con su frente afilado.[10]
  - X Train Gold (エックストレインゴールド Ekusu Torein Gōrudo?): Es uno de los X Train de Lupin X con forma de locomotora de vapor, puede disparar un láser desde el cañón ubicado en su parte superior.[11]
  - X Train Fire (エックストレインファイヤー Ekusu Torein Faiyā?): Es un X Train auxiliar con forma de tren bala, puede disparar dos corrientes de llamas desde sus cañones[12]
  - X Train Thunder (エックストレインサンダー Ekusu Torein Sandā?): Es un X Train auxiliar con forma de locomotora de vapor, puede lanzar descargas eléctricas.[13]
- Lupin Magnum Superior (ルパン・マグナム・スーペリア Rupan Magunamu Sūperia?): Es la combinación de la Lupin Magnum con el Blue Dial Fighter y el Yellow Dial Fighter.[14]
  - Lupin Magnum (ルパン・マグナム Rupan Magunamu?): Es la forma Mecha de la Lupin Magnum, un mecha auxiliar que puede ser comandado a distancia, también puede convertirse en su forma arma para usarse en combate.[15]
- Cyclone Dial Fighter (サイクロンダイヤルファイター Saikuron Daiyaru Faitā?): Es un Dial Fighter auxiliar con forma de helicóptero de rotor coaxial. Puede separar sus hélices para generar un tornado doble[16]
- Scissors Dial Fighter (シザーダイヤルファイター Shizā Daiyaru Faitā?) y Blade Dial Fighter (ブレードダイヤルファイター Burēdo Daiyaru Faitā?): son dos Dial Fighters auxiliares con forma de avión furtivo. Ambos pueden combinarse en un solo Dial Fighter o atacar por separado usando sus cuchillas[17]
  - Hammer Dial Fighter (ハンマーダイヤルファイター Hanmā Daiyaru Faitā?): Es un Dial Fighter auxiliar con forma de convertiplano. Puede unir sus turbinas para crear un martillo y atacar[18]
- Magic Dial Fighter (マジックダイヤルファイター Majikku Daiyaru Faitā?): Es un Dial Fighter auxiliar con forma de dirigible. Posee una esfera mágica en la punta que puede revelar una mano auxiliar con la cual puede realizar diversos trucos de magia para confundir al adversario.[19]
- Victory Striker (ビクトリーストライカー Bikutorī Sutoraikā?): Es un Dial Fighter gigante con forma de Jumbo Jet. Su parte delantera puede abrirse para disparar un cañón láser , además de servir como hangar par transportar vehículos más pequeños[20]

### Patranger
Los Patranger son un grupo táctico que pertenecen a la Organización Global de Policía Especial (abreviado como GSPO) a quienes les ha sido asignada la misión de poner a los Gangler tras las rejas, aunque ellos han decidido por su cuenta dar caza a los Lupinranger ya que también van tras la Lupin Collection, y el hecho de codiciar unos objetos tan valiosos es un delito que no pueden ignorar. Poseen la habilidad de fusionarse en un único cuerpo, llamado Patren Ugō (パトレンU号 Patoren Yūgō?)
- Keiichirō Asaka (朝加圭一郎 Asaka Keiichirō?)/Patren 1gō (パトレン1号 Patoren Ichigō?): Su color es el rojo, es el líder serio y de sangre caliente de los Patrangers, Un policía consagrado que respeta a ultranza las reglas. Considera que, bien usada, la Lupin Collection puede contribuir a la evolución de la humanidad, no obstante, desprecia de los Lupinranger.[21]
- Sakuya Hikawa (陽川咲也 Hikawa Sakuya?)/Patren 2gō (パトレン2号 Patoren Nigō?): Su color es el verde, es el entusiasta nuevo recluta del equipo de los Patranger; alegre y afable, tiene el rol de francotirador del equipo debido a su buena puntería además de ser el conductor de la patrulla. Personalmente no considera que los Lupinranger sean malos, pero sabe que debe cumplir con su deber de policía. Se siente atraído por Umika, sin saber que ella es de los Lupinranger[22]
- Tsukasa Myōjin (明神つかさ Myōjin Tsukasa?)/Patren 3gō (パトレン3号 Patoren Sangō?): Su color es el rosa, es la única chica en el grupo. Es una policía sincera y atenta que fue compañera de Keiichirō en la escuela de policía. A diferencia de sus compañeros tiene un punto de vista neutral hacia los Lupinranger.[23]
- Noel Takao (高尾ノエル Takao Noeru?)/Patren X (パトレンX Patoren Ekusu?): Es un misterioso joven que afirma ser el creador de las Trigger Machines y los VS Changer que usan los Patranger. En realidad es el hijo adoptivo de Arsène Lupin que trabajaba para la GSPO en Francia pero decidió mudarse a Japón para ayudar a detener la amenaza de los Gangler. Posee grandes habilidades para el espionaje, llegando a  afirmar que puede infiltrarse en el equipo rival y trabajar con ellos, aunque siempre bajo sus propias razones. Cuando se transforma en Patren X su estilo de lucha es más ofensivo, centrándose en hostigar y debilitar al adversario con ataques rápidos y potentes en contraste con el estilo más defensivo de los Patranger. Al igual que Kairi suele mezclar palabras en francés cuando habla[4]

#### Aliados
- Director Hilltop (ヒルトップ管理官 Hirutoppu-kanrikan?): Es el director de la división japonesa de la GSPO y el comandante de los Patranger, encargado de supervisar sus actividades. Es el primer personaje de raza afro en tener un papel recurrente en la franquicia
- Jim Carter (ジム・カーター Jimu Kātā?): Es el asistente robótico de los Patranger, encargado de todo el trabajo burocrático y financiero del cuartel. Puede detectar la actividad de los Gangler y comunicarse con los Patranger para alertarlos
- Satoru Shinonome (東雲悟 Shinonome Satoru?): Era el Patren 2gō original, formando equipo con Keiichirō y Tsukasa hasta que fue herido en combate por un Gangler. Incapacitado para volver a la acción fue transferido a la división francesa de la GSPO para desempeñarse como inspector y su lugar en el equipo fue ocupado por Sakuya.

#### Arsenal
- VS Changer (VSチェンジャー Bui Esu Chenjā?): Es una pistola láser que sirve como arma básica de los Patranger, cuando se combina con un Trigger Machine también sirve como dispositivo de transformación, se activa con el comando de voz ¡Keisatsu Change! (警察チェンジ Keisatsu chenji?)
- Pat MegaBo (パトメガボー Pato MegaBō?): Es el arma principal de los Patranger, cuenta con dos modos, el modo megáfono y el modo porra
- X Changer (Xチェンジャー Ekusu Chenjā?): Es el dispositivo de transformación y arma básica de Patren X. Es la forma combinada de X Train Gold y X Train Silver con la cual puede alternar entre sus dos formas.
- X Rod Sword (Xロッドソード Ekusu Roddo Sōdo?): Es el arma personal de Patren X. Esta arma tiene dos modos: el modo espada y el modo vara.

#### Mechas
- Pat Kaiser (パトカイザー Pato Kaizā?): Es la combinación del Good Striker con las tres Trigger Machines (トリガーマシン Torigā Mashin?) de los Patranger.[24]
  - Trigger Machine 1gō (トリガーマシン1号 Torigā Mashin Ichigō?): Es la Trigger Machine personal de Patren 1gō, tiene la forma de un camión antidisturbios de seis ruedas capaz de alcanzar grandes velocidades. forma el pecho y la cabeza del Pat Kaiser.[25]
  - Trigger Machine 2gō (トリガーマシン2号 Torigā Mashin Nigō?): Es la Trigger Machine personal de Patren 2gō, tiene la forma de un vehículo de patrulla con un cañón incorporado. forma el brazo izquierdo del Pat Kaiser.[26]
  - Trigger Machine 3gō (トリガーマシン3号 Torigā Mashin Sangō?): es la Trigger Machine personal de Patren 3gō, tiene la forma de vehículo blindado con una gigantesca porra. forma el brazo derecho del Pat Kaiser.[27]
- X Emperor Gunner (エックスエンペラーガンナー Ekkusu Enperā Gannā?): Es la combinación de los X Trains de Patren X, esta formación se especializa en ataque a distancia y pose varias ametralladoras repartidas por su cuerpo.[28]
  - X Train Gold (エックストレインゴールド Ekusu Torein Gōrudo?): Es uno de los X Train de Lupin X con forma de locomotora de vapor, puede disparar un láser desde el cañón ubicado en su parte superior.[11]
  - X Train Silver (エックストレインシルバー Ekusu Torein Shirubā?): Es uno de los X Train de Lupin X con forma de tren bala, puede embestir a los oponentes con su frente afilado.[10]
  - X Train Thunder (エックストレインサンダー Ekusu Torein Sandā?): Es un X Train auxiliar con forma de locomotora de vapor, puede lanzar descargas eléctricas[13]
  - X Train Fire (エックストレインファイヤー Ekusu Torein Faiyā?): Es un X Train auxiliar con forma de tren bala, puede disparar dos corrientes de llamas desde sus cañones[12]
- Trigger Machine Biker (トリガーマシンバイカー Torigā Mashin Baikā?): es una Trigger Machine auxiliar con forma de motocicleta, puede extender su rueda delantera como un yo-yo para atacar.[29]
- Trigger Machine Crane (トリガーマシンクレーン Torigā Mashin Kurēn?) y Trigger Machine Drill (トリガーマシンドリル Torigā Mashin Doriru?): Son dos Trigger Machines con forma de grúa y taladradora, respectivamente. Trigger Machine Crane puede extender su gancho para atacar y enganchar cosas, Trigger Machine Drill puede usar su taladro para excavar en la tierra y ejecutar un ataque giratorio. Ambos pueden combinarse en una sola Trigger Machine.[30]
- Trigger Machine Splash (トリガーマシンスプラッシュ Torigā Mashin Supurasshu?): es una Trigger Machine auxiliar con forma de camión de bomberos, puede disparar un potente chorro de agua para atacar.[31]
- Siren Striker (サイレンストライカー Sairen Sutoraikā?): es una Trigger Machine gigante con forma de tanque blindado, puede disparar un potente descarga de láseres desde sus cañones, además de usar sus tenazas para atacar.[32]

### Otros
- Good Cool Kaiser VSX (グッドクールカイザーVSX Guddo Kuuru Kaizā Bui Esu Ekkusu?): Es la combinación de Good Striker con Lupin Kaiser y Pat Kaiser.[33]
- Siren LupinKaiser (サイレンルパンカイザー Sairen RupanKaizā?): Es la combinación de Siren Striker, Trigger Machine Splash, Magic Dial Fighter y Good Striker[34]
- Siren PatKaiser (サイレンルパンカイザー Sairen RupanKaizā?): Es la combinación de Siren Striker, Trigger Machine Bike, Trigger Machine Crane y Good Striker[35]
- Victory LupinKaiser (ビクトリールピンカイザー Bikutorī RupanKaizā?): Es la combinación de Victory Striker, Trigger Machine Splash, Magic Dial Fighter y Good Striker[36]
  - Good Striker (グッドストライカー Guddo Sutoraikā?): Es un gigantesco vehículo que hace parte de la Lupin Collection, tiene conciencia propia y puede alternar entre su modo Dial Fighter o su modo Trigger Machine para combinarse con los mechas de los Lupinranger o los Patranger, según corresponda. Siempre forma el cuerpo y las piernas de cualquier combinación[37][38]

### Sindicato Criminal Interdimensional Gangler
El Sindicato Criminal Interdimensional Gangler (異世界犯罪者集団ギャングラー Isekai Hanzaisha Shūdan Gyangurā?) es una organización malévola cuyo objetivo es robar y utilizar la Lupin Collection como parte de su plan para apoderarse de la Tierra como lo han hecho con otras dimensiones. Cada miembro de los Gangler tiene una caja fuerte única en sus cuerpos utilizada para guardar los artículos de la Lupin Collection y utilizar su poder, también poseen la habilidad de disfrazarse como humanos para pasar inadvertidos.
- Dogranio Yābun (ドグラニオ・ヤーブン Doguranio Yābun?): Es un maestro del crimen que ha liderado a los Gangler durante los últimos 5 siglos, tiene 999 años y ha prometido a sus subordinados que cualquiera que tenga éxito en conquistar la tierra heredará su posición como líder[39]
- Destra Majjo (デストラ・マッジョ Desutora Majjo?): Es el guardaespaldas personal y mano derecha de Dogranio Yābun, está armado con un potente mazo[40]
- Goche Ru Medu (ゴーシュ・ル・メドゥ Gōshu Ru Medu?): Es la doctora principal de los Gangler, utiliza el poder de la Lupin Collection para revivir y agrandar a los Gangler derrotados en combate[41]
- Zamigo Delma (ザミーゴ・デルマ Zamīgo Deruma?): Es un miembro de los Gangler, responsable de matar al hermano de Kairi, a la novia de Tōma y a la mejor amiga de Umika. Posee la habilidad de controlar el hielo[42]
- Porderman (ポーダマン Pōdaman?): Son los soldados de campo de los Gangler, armados con sables y pistolas[43]
  - Goram (ゴーラム Gōramu?): Son los soldados de élite de los Gangler convocados por Destra Majjo, están armados con cañones en sus manos[44]

## Episodios
Los episodios en esta temporada se denominan "Números"
1. Los problemáticos ladrones de guante blanco (世間を騒がす快盗さ Seken o Sawagasu Kaitō sa?)[45]
2. Policía internacional, persíganlos (国際警察、追跡せよ Kokusai Keisatsu, Tsuiseki seyo?)[46]
3. Tráiganlos de vuelta sin importar qué (絶対に取り戻す Zettai ni Torimodosu?)[47]
4. Relación inaceptable (許されない関係 Yurusarenai Kankei?)[48]
5. Marcados como objetivo, la Policía Global (狙われた、国際警察 Nerawareta, Kokusai Keisatsu?)[49]
6. Lo que hay que proteger (守るべきものは Mamorubekimono wa?)[50]
7. Siempre salvada (いつも助けられて Itsumo Tasuke Rarete?)[51]
8. Las identidades de los ladrones (快盗の正体 Kaitō no Shōtai?)[52]
9. Para volverlos a ver (もう一度会うために Mōichido au Tame ni?)[53]
10. Aún no ha terminado (まだ終わってない Mada Owattenai?)[54]
11. Continuaré filmando (撮影は続くよどこまでも Satsuei wa Tsudzuku yo Doko Made mo?)[55]
12. El brazalete mágico (魔法の腕輪 Mahō no Udewa?)[56]
13. El mejor y peor día libre (最高で最低な休日 Saikō de Saiteina Kyūjitsu?)[57]
14. La trampa fabricada (はりめぐらされた罠 Harimegurasa Reta Wana?)[58]
15. El trabajo de un oficial de policía (警察官の仕事 Keisatsukan no Shigoto?)[59]
16. Porque eres un amigo (仲間だからこそ Nakamadakara Koso?)[60]
17. Sentimiento secreto (秘めた想い Himeta Omoi?)[61]
18. El secreto de la colección (コレクションの秘密 Korekushon no Himitsu?)[62]
19. El precio de desobedecer órdenes (命令違反の代償 Meirei Ihan no Daishō?)[63]
20. El nuevo ladrón es un policía (新たな快盗は警察官 Aratana Kaitō wa Keisatsukan?)[64]
21. ¿Enemigo o amigo, a bordo o no? (敵か味方か、乗るか乗らないか Teki ka Mikata ka, Noru ka Noranai ka?)[65]
22. Amor en la vida (人生に恋はつきもの Jinsei ni Koi wa Tsukimono?)[66]
23. Estatus: oro (ステイタス・ゴールド Suteitasu Gōrudo?)[67]
24. Promesa de regresar vivo (生きて帰る約束 Ikite Kaeru Yakusoku?)[68]
25. Haz que sea el más fuerte (最高に強くしてやる Saikō ni Tsuyoku Shiteyaru?)[69]
26. La subasta secreta (裏のオークション Ura no Ōkushon?)[70]
27. Bailando después (言いなりダンシング Iinari Danshingu?)[71]
28. Más pelea en mi cumpleaños (誕生日も戦いで Tanjōbi mo Tatakai de?)[72]
29. Fotos para recordar (写真は記憶 Shashin wa Kioku?)[73]
30. Los dos están de viaje (ふたりは旅行中 Futari wa Ryokō-chū?)[74]
31. El Gangler que se rindió (自首してきたギャングラー Jishu Shite Kita Gyangurā?)[75]
32. Una solicitud para un duelo (決闘を申し込む Kettō o Mōshikomu?)[76]
33. Somos la brigada de ladrones juveniles (僕らは少年快盗団 Bokura wa Shōnen Kaitō-dan?)[77]
34. Arma legendaria (伝説の銃 Densetsu no Jū?)[78]
35. Gente buena, gente mala, gente común (良い人、悪い人、普通の人 Yoihito, Waruihito, Futsūnohito?)[79]
36. Dispara la bomba (爆弾を撃て Bakudan o Ute?)[80]
37. Tu lugar para regresar (君が帰る場所 Kimi ga Kaerubasho?)[81]
38. Colección del espacio exterior (宇宙からのコレクション Uchū Kara no Korekushon?)[82]
39. Apuesta en esto (こいつに賭ける Koitsu ni Kakeru?)[83]
40. No puedo dejar de preocuparme (心配が止まらない Shinpai ga Tomaranai?)[84]
41. Una puerta a otro mundo (異世界への扉 I Sekai e no Tobira?)[85]
42. Tiempo de batalla (決戦の時 Kessen no Toki?)[86]
43. El hombre que regresó (帰ってきた男 Kaettekita Otoko?)[87]
44. La verdad encontrada (見つけた真実 Mitsuketa Shinjitsu?)[88]
45. Esperando la Navidad (クリスマスを楽しみに Kurisumasu o Tanoshimini?)[89]
46. Un juego ineludible (抜け出せないゲーム Nukedasenai Gēmu?)[90]
47. Qué puedo hacer ahora (今の僕にできること Ima no Bokunidekirukoto?)[91]
48. La cara real bajo la máscara (仮面の下の素顔 Kamen no Shita no Sugao?)[92]
49. Como ladrón de guante blanco, como oficial de policía (快盗として、警察として Kaitō toshite, Keisatsu toshite?)[93]
50. Por siempre Adieu (永遠にアデュー Eien ni Ade~yū?)[94]
51. Estoy seguro que te veré de nuevo (きっと、また逢える Kitto, Mataaeru?)[95]

### Películas
- Kaitō Sentai Lupinranger VS Keisatsu Sentai Patranger ~GIRLFRIENDS ARMY~ (快盗戦隊ルパンレンジャーVS警察戦隊パトレンジャー ~GIRLFRIENDS ARMY~ Kaitō Sentai Rupanrenjā Bui Esu Keisatsu Sentai Patorenjā ~Gārufurenzu Āmī~?): Especial para video, estrenado el 30 de junio de 2018[96]
- Kaitō Sentai Lupinranger VS Keisatsu Sentai Patranger en Film (快盗戦隊ルパンレンジャーVS警察戦隊パトレンジャー en film Kaitō Sentai Rupanrenjā Bui Esu Keisatsu Sentai Patorenjā An Firumu?): Estrenada el 4 de agosto de 2018[97]
- Lupinranger VS Patranger VS Kyuranger (ルパンレンジャーＶＳパトレンジャーＶＳキュウレンジャー Rupanrenjā VS Patorenjā VS Kyuurenjā?): Película crossover de Lupinranger VS Patranger con su serie predecesora Uchū Sentai Kyuranger. Estrenada el 21 de agosto de 2019[98]

## Reparto
- Kairi Yano: Asahi Itō
- Tōma Yoimachi: Shōgo Hama
- Umika Hayami: Haruka Kudō
- Noel Takao: Seiya Motoki
- Kogure: Yōichi Nukumizu
- Keiichirō Asaka: Kōsei Yūki
- Sakuya Hikawa: Ryō Yokoyama
- Tsukasa Myōjin: Kazusa Okuyama
- Director Hilltop: Ike Nwala
- Jim Carter: Rie Kugimiya
- Satoru Shinonome: Hirotaka Hatano
- Good Striker: Yūji Mitsuya
- Dogranio Yābun: Mitsuru Miyamoto
- Destra Majjo: Yūji Ueda
- Goche Ru Medu: Ayana Taketatsu
- Zamigo Delma: Jingi Irie
- Voz del VS Changer: Rondo Mimura
- Narrador: Hiroki Yasumoto

## Temas musicales

### Tema de apertura
- Lupinranger VS Patranger (ルパンレンジャーVSパトレンジャー Rupanrenjā bui esu Patorenjā?)[99]
  - Letra: Shōko Fujibayashi[99]
  - Música: Hiroshi Takaki[99]
  - Arreglos: Hiroshi Takaki y Tetsuya Takahashi[99]
  - Intérprete: Project.R (Tatsuhiko Yoshida y Hitomi Yoshida)[99]

### Tema de cierre
- Lupinranger VS Patranger (ルパンレンジャーVSパトレンジャー Rupanrenjā bui esu Patorenjā?)[99]
  - Letra: Shōko Fujibayashi[99]
  - Música: Hiroshi Takaki[99]
  - Arreglos: Hiroshi Takaki, Tetsuya Takahashi[99]
  - Intérprete: Project.R (Tatsuhiko Yoshida y Hitomi Yoshida)[99]